# 上毛町立南吉富小学校
上毛町立南吉富小学校（こうげちょうりつ みなみよしとみしょうがっこう）は、福岡県築上郡上毛町垂水に位置する公立の小学校。

## 概要
歴史
1872年（明治5年）に「垂水小学校」として創立。現校名となったのは2005年（平成17年）。2022年（令和4年）に創立150周年を迎えた。
校訓
「至誠」
校章
桜の花弁をかたどったデザインとなっている。中央に校名の頭文字である「南」の文字を配している。
校歌
作詞・作曲者不詳。歌詞は3番まであり、1番の歌詞中に校名の一部である「吉富」が登場する。
通学区域
住所表記で上毛町の後に「宇野、垂水、吉岡、中村」が続く地区。中学校区は上毛町立上毛中学校。

## 沿革
- 1872年（明治5年）11月5日 -「垂水小学校」が創立。
- 1873年（明治6年）- 「中村小学校」が創立。
- 1875年（明治8年）4月 - 垂水小学校を「牛山小学校」、中村小学校を「熊山小学校」に改称。
- 1881年（明治14年）4月 - 牛山小学校を「垂水小学校」、熊山小学校を「吉岡小学校」に改称。
- 1886年（明治19年）- 小学校令施行により、上記2校を統合の上、「尋常垂水小学校」と改称。
- 1889年（明治22年）
  - 4月1日 - 町村制施行により、上毛郡4村（宇野、垂水、中、吉岡）が合併の上、南吉富村が発足。
- 1890年（明治23年）4月 - 「尋常南吉富小学校」と改称。垂水字高木（現在地）に移転を完了。
- 1892年（明治25年）4月 - 「南吉富尋常小学校」に改称。
- 1896年（明治29年）4月1日 - 南吉富村が築上郡の所属となる。
- 1899年（明治32年）4月1日 - 周辺の村と学校組合を組織の上、南吉富村宇野に南吉富高等小学校（4年制）が創立。尋常小学校（4年制）を修了した児童が通学した。
- 1908年（明治41年）4月 - 改正小学校令により、尋常科（義務教育）が4年制から6年制に改められる。尋常科5年を新設。
- 1909年（明治42年）4月 - 尋常科6年を新設。
- 1911年（明治44年）5月 - 校舎の総改築が完了。
- 1913年（大正2年）3月 - 学校組合立 南吉富高等小学校の廃止に伴い、高等科を併置の上、「南吉富尋常高等小学校」に改称（尋常科6年・高等科2年）。
- 1941年（昭和16年）4月1日 - 国民学校令施行により、「南吉富村国民学校」に改称。尋常科を初等科に改める。
- 1942年（昭和17年）- 南吉富村が、西吉富村・唐原村とともに学校組合を組織の上、各村の青年学校を統合し、「南吉富村外二ヶ村組合立 築上枝東部高等実業青年学校」（南吉富村宇野1123番地）とする。
- 1947年（昭和22年）4月1日 - 学制改革が行われる（六・三制の実施、学校教育法施行）。
  - 国民学校の初等科（6年制）は、新制小学校「南吉富村立南吉富小学校」に改組・改称。
  - 国民学校の高等科（2年制）は、青年学校の普通科とともに、新制中学校「南吉富村外二ヶ村中学校組合立 東部中学校[2]」に改組・改称。
- 1955年（昭和30年）4月1日 - 2村（南吉富・西吉富）の合併により、「新吉富村立南吉富小学校」に改称。
- 1968年（昭和48年）7月 - プールが完成。
- 1973年（昭和48年）3月 - 創立100周年記念式典を挙行。
- 1987年（昭和62年）- 新校舎が完成。
- 1994年（平成6年）- 講堂が完成。
- 2005年（平成17年）10月11日 - 2村（大平・新吉富）合併により、「上毛町立南吉富小学校」（現校名）に改称。
- 2021年（令和3年）1月 - 新運動場が完成。

## 交通アクセス
最寄りの鉄道駅
- JR九州 日豊本線 「中津駅」

最寄りの幹線道路
- 国道10号・大分県道・福岡県道109号福土吉富線 「下宇野」交差点
- 東九州自動車道 「上毛スマートIC」

## 周辺
- 上毛町役場
- 上毛町商工会青年部
- 南吉富郵便局
- JA福岡京築 築東アグリセンター
- 友枝川
- 山国川

## 参考資料
- 「新吉富村誌」（1990年（平成2年）12月発行, 新吉富村）